# Octomeria cordilabia
Octomeria cordilabia är en orkidéart som beskrevs av Charles Schweinfurth. Octomeria cordilabia ingår i släktet Octomeria och familjen orkidéer. Inga underarter finns listade i Catalogue of Life.